# Novi čas (mesečnik)
Novi čas je bil mesečnik Slovencev v Združenih državah Amerike, ki je izhajal od 1915 do 1928.
Novi čas je naslednik revije Čas, ki je izhajala v letih 1915—1927, sprva v Chicagu, od 1920 pa v Clevelandu in je bil namenjen izobraževanju ter gospodarskim in kulturnim vprašanjem. Revijo je urejal Frank Kerže, ki je dajal prednost izvirnemu slovenskemu leposlovju; veliko prispevkov, zlasti poezije je napisal sam. Ko se je Kerže leta 1928 vrnil v Ljubljano, se je uredništvo revije razdelilo na ljubljanski in clevelandski del. Revijo so tiskali v Ljubljani, izšlo je le 6 številk, nato je list zamrl.